# Wilhelm Bette

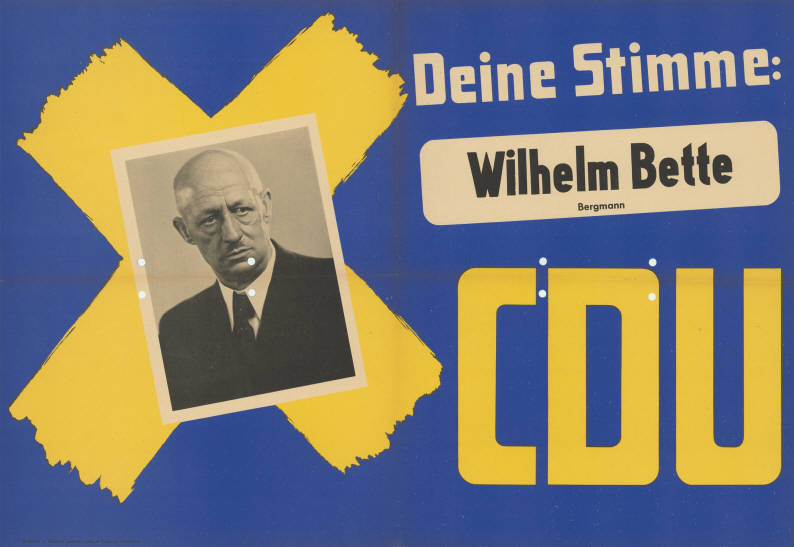
Wilhelm Bette auf einem Landtagswahlplakat 1950

Wilhelm Bette (* 11. April 1887 in Andreasberg, Kreis Meschede; † 15. Februar 1967) war ein deutscher Politiker (CDU). Er war in der ersten Legislaturperiode Abgeordneter im Landtag von Nordrhein-Westfalen.

## Leben
Bette arbeitete nach dem Besuch der Volksschule als Bergmann und war von 1906 bis 1933 im Gewerkverein Christlicher Bergarbeiter tätig, wo er sich zwanzig Jahre lang als Vorsitzender und Zahlenstellenkassierer engagierte. Ab 1910 war er Mitglied der Katholischen Arbeiterbewegung und zudem von 1912 bis 1933 Betriebsrat und Ausschussmitglied der Zeche Prinz-Regent der Gelsenkirchener Bergwerks AG, Gruppe Bochum. Bis 1933 war er ehrenamtlich als Schöffe sowie als Beisitzer bei den Arbeitsgerichten aktiv.

## Politik
Bette war nach dem Zweiten Weltkrieg Mitbegründer der CDU in Bochum. Ab 1945 war er Mitglied und Mitarbeiter der Einheitsgewerkschaft und Vorsitzender des Betriebsausschusses der Zeche Prinz-Regent. Im Oktober 1946 wurde er in die Bochumer Stadtverordnetenversammlung gewählt. Ein Jahr später zog er durch ein Direktmandat im Wahlkreis 104 Bochum-Süd in den Landtag von Nordrhein-Westfalen ein, dem er für eine Wahlperiode bis zum 17. Juni 1950 angehörte.